# Argentina en la clasificación de Conmebol para la Copa Mundial de Fútbol de 2014
La Selección de fútbol de Argentina es uno de los nueve equipos nacionales que participaron en la clasificación de Conmebol para la Copa Mundial de Fútbol de 2014, en la que se definieron los representantes de Conmebol para la Copa Mundial de Fútbol de 2014 que se desarrollará en Brasil.
La etapa preliminar —también denominada eliminatorias— se jugó en América del Sur desde el 7 de octubre de 2011 hasta el 15 de octubre de 2013. El torneo definió 4,5 equipos que representarán a la Confederación Sudamericana de Fútbol en la Copa Mundial de Fútbol. A estos cupos se le adiciona la participación de Brasil, que asistirá en su condición de país anfitrión del Mundial.
El seleccionado argentino selló el 10 de septiembre de 2013, en la decimosexta fecha de las eliminatorias tras vencer 5:2 a Paraguay en Asunción, su decimosexta clasificación al máximo torneo del fútbol en su edición 2014.

## Sistema de juego
El sistema de juego de las eliminatorias consistió en enfrentamientos de ida y vuelta todos contra todos, en total dieciocho jornadas de cuatro juegos, en cada una de las cuales descansó un equipo debido al número impar (nueve) de selecciones, por la ausencia de Brasil en los clasificatorios; a Argentina le correspondió ser el equipo libre en la sexta y decimoquinta fechas.
Los primeros cuatro puestos accedieron de manera directa a la Copa Mundial de Fútbol de 2014, y el quinto disputará una serie eliminatoria a dos partidos de ida y vuelta (repechaje o repesca) frente a la selección clasificada de Asia.

## Sedes
| Córdoba Buenos Aires Mendoza | Córdoba Buenos Aires Mendoza |
| ---------------------------- | ---------------------------- |

| Ciudad              | Estadio            |
| ------------------- | ------------------ |
| Buenos Aires        | Estadio Monumental |
|                     |                    |
| 70 074 espectadores |                    |

| Ciudad              | Estadio                      |
| ------------------- | ---------------------------- |
| Córdoba             | Estadio Mario Alberto Kempes |
|                     |                              |
| 57 000 espectadores |                              |

| Ciudad              | Estadio                     |
| ------------------- | --------------------------- |
| Mendoza             | Estadio Malvinas Argentinas |
|                     |                             |
| 42 500 espectadores |                             |

## Tabla de posiciones
| Pos. | Selección | Pts | PJ | PG | PE | PP | GF | GC | Dif. |
| ---- | --------- | --- | -- | -- | -- | -- | -- | -- | ---- |
| 1.   | Argentina | 32  | 16 | 9  | 5  | 2  | 35 | 15 | 20   |
| 2.º  | Colombia  | 30  | 16 | 9  | 3  | 4  | 27 | 13 | 14   |
| 3.º  | Chile     | 28  | 16 | 9  | 1  | 6  | 29 | 25 | 4    |
| 4.º  | Ecuador   | 25  | 16 | 7  | 4  | 5  | 20 | 16 | 4    |
| 5.º  | Uruguay   | 25  | 16 | 7  | 4  | 5  | 25 | 25 | 0    |
| 6.º  | Venezuela | 20  | 16 | 5  | 5  | 6  | 14 | 20 | -6   |
| 7.º  | Perú      | 15  | 16 | 4  | 3  | 9  | 17 | 26 | -9   |
| 8.º  | Bolivia   | 12  | 16 | 2  | 6  | 8  | 17 | 30 | -13  |
| 9.º  | Paraguay  | 12  | 16 | 3  | 3  | 10 | 17 | 31 | -14  |

| L\V                  | Bandera de Argentina | Bandera de Bolivia | Bandera de Chile | Bandera de Colombia | Bandera de Ecuador | Bandera de Paraguay | Bandera de Perú | Bandera de Uruguay | Bandera de Venezuela |
| Bandera de Argentina |                      | 1:1                | 4:1              | 0:0                 | 4:0                | 3:1                 | 3:1             | 3:0                | 3:0                  |
| Bandera de Bolivia   | 1:1                  |                    | 0:2              | 1:2                 | 1:1                | 3:1                 | 1:1             | 4:1                | 1:1                  |
| Bandera de Chile     | 1:2                  | 3:1                |                  | 1:3                 | 2:1                | 2:0                 | 4:2             | 2:0                | 3:0                  |
| Bandera de Colombia  | 1:2                  | 5:0                | 3:3              |                     | 1:0                | 2:0                 | 2:0             | 4:0                | 1:1                  |
| Bandera de Ecuador   | 1:1                  | 1:0                | 3:1              | 1:0                 |                    | 4:1                 | 2:0             | 1:0                | 2:0                  |
| Bandera de Paraguay  | 2:5                  | 4:0                | 1:2              | 1:2                 | 2:1                |                     | 1:0             | 1:1                | 0:2                  |
| Bandera de Perú      | 1:1                  | 1:1                | 1:0              | 0:1                 | 1:0                | 2:0                 |                 | 1:2                | 2:1                  |
| Bandera de Uruguay   | 3:2                  | 4:2                | 4:0              | 2:0                 | 1:1                | 1:1                 | 4:2             |                    | 1:1                  |
| Bandera de Venezuela | 1:0                  | 1:0                | 0:2              | 1:0                 | 1:1                | 1:1                 | 3:2             | 0:1                |                      |

|  | Clasificados a la Copa Mundial de Fútbol de 2014. |
|  | Clasificado a la Repesca Internacional.           |

#### Evolución de posiciones
| País / Fecha | 1                   | 2                  | 3               | 4                  | 5                   | 6                    | 7                | 8                  | 9                    | 10                  | 11                 | 12              | 13                 | 14                  | 15                   | 16               | 17                 | 18                   |
| Equipo libre | Bandera de Colombia | Bandera de Ecuador | Bandera de Perú | Bandera de Uruguay | Bandera de Paraguay | Bandera de Argentina | Bandera de Chile | Bandera de Bolivia | Bandera de Venezuela | Bandera de Colombia | Bandera de Ecuador | Bandera de Perú | Bandera de Uruguay | Bandera de Paraguay | Bandera de Argentina | Bandera de Chile | Bandera de Bolivia | Bandera de Venezuela |
| ------------ | ------------------- | ------------------ | --------------- | ------------------ | ------------------- | -------------------- | ---------------- | ------------------ | -------------------- | ------------------- | ------------------ | --------------- | ------------------ | ------------------- | -------------------- | ---------------- | ------------------ | -------------------- |
| Argentina    | 1.º                 | 2.º                | 2.º             | 2.º                | 1.º                 | 3.º                  | 1.º              | 1.º                | 1.º                  | 1.º                 | 1.º                | 1.º             | 1.º                | 1.º                 | 1.º                  | 1.º              | 1.º                | 1.º                  |

## Partidos

### Primera vuelta
| 7 de octubre de 2011, 20:00 (UTC−3) | Argentina                        | 4:1 (2:0) | Chile            | Estadio Monumental, Buenos Aires                          |                                                           |
|                                     | Higuaín 7', 52', 63' · Messi 25' | Reporte   | M. Fernández 59' | Asistencia: 26 161 espectadores Árbitro(s): Wilmar Roldán | Asistencia: 26 161 espectadores Árbitro(s): Wilmar Roldán |

| 11 de octubre de 2011, 20:20 (UTC−4:30) | Venezuela      | 1:0 (0:0) | Argentina | Estadio José Antonio Anzoátegui, Puerto La Cruz             |                                                             |
|                                         | Amorebieta 61' | Reporte   |           | Asistencia: 40 600 espectadores Árbitro(s): Roberto Silvera | Asistencia: 40 600 espectadores Árbitro(s): Roberto Silvera |

| 11 de noviembre de 2011, 16:30 (UTC−3) | Argentina   | 1:1 (0:0) | Bolivia     | Estadio Monumental, Buenos Aires                        |                                                         |
|                                        | Lavezzi 59' | Reporte   | Martins 55' | Asistencia: 27 592 espectadores Árbitro(s): Carlos Vera | Asistencia: 27 592 espectadores Árbitro(s): Carlos Vera |

| 15 de noviembre de 2011, 16:30 (UTC−5) | Colombia  | 1:2 (1:0) | Argentina              | Estadio Metropolitano, Barranquilla                         |                                                             |
|                                        | Pabon 44' | Reporte   | Messi 60' · Agüero 84' | Asistencia: 49 600 espectadores Árbitro(s): Sálvio Fagundes | Asistencia: 49 600 espectadores Árbitro(s): Sálvio Fagundes |

| 2 de junio de 2012, 19:30 (UTC-3) | Argentina                                           | 4:0 (3:0) | Ecuador | Estadio Monumental, Buenos Aires                          |                                                           |
|                                   | Agüero 19' · Higuaín 29' · Messi 31' · Di María 75' | Reporte   |         | Asistencia: 70 000 espectadores Árbitro(s): Víctor Rivera | Asistencia: 70 000 espectadores Árbitro(s): Víctor Rivera |

| 7 de septiembre de 2012, 20:10 (UTC−3) | Argentina                             | 3:1 (2:1) | Paraguay          | Estadio Mario Alberto Kempes, Córdoba                     |                                                           |
|                                        | Di María 2' · Higuaín 30' · Messi 63' | Reporte   | Fabbro 17' (pen.) | Asistencia: 51 000 espectadores Árbitro(s): Wilson Seneme | Asistencia: 51 000 espectadores Árbitro(s): Wilson Seneme |

| 11 de noviembre de 2012, 20:25 (UTC−5) | Perú         | 1:1 (1:1) | Argentina   | Estadio Nacional, Lima                                    |                                                           |
|                                        | Zambrano 22' | Reporte   | Higuaín 38' | Asistencia: 47 111 espectadores Árbitro(s): Wilmar Roldán | Asistencia: 47 111 espectadores Árbitro(s): Wilmar Roldán |

| 12 de octubre de 2012, 21:00 (UTC−3) | Argentina                   | 3:0 (0:0) | Uruguay | Estadio Malvinas Argentinas, Mendoza                       |                                                            |
|                                      | Messi 65', 80' · Agüero 75' | Reporte   |         | Asistencia: 40 000 espectadores Árbitro(s): Leandro Vuaden | Asistencia: 40 000 espectadores Árbitro(s): Leandro Vuaden |

### Segunda vuelta
| Jornada | Fecha                    | Estadio                        | Local     |                      | Resultado                                                         |                      | Visitante |
| ------- | ------------------------ | ------------------------------ | --------- | -------------------- | ----------------------------------------------------------------- | -------------------- | --------- |
| 10      | 16 de octubre de 2012    | Nacional, Santiago             | Chile     | Bandera de Chile     | 1:2 (0:2) Archivado el 8 de diciembre de 2015 en Wayback Machine. | Bandera de Argentina | Argentina |
| 11      | 22 de marzo de 2013      | Monumental, Buenos Aires       | Argentina | Bandera de Argentina | 3:0 (2:0) Archivado el 8 de diciembre de 2015 en Wayback Machine. | Bandera de Venezuela | Venezuela |
| 12      | 26 de marzo de 2013      | Hernando Siles, La Paz         | Bolivia   | Bandera de Bolivia   | 1:1 (1:1) Archivado el 8 de diciembre de 2015 en Wayback Machine. | Bandera de Argentina | Argentina |
| 13      | 7 de junio de 2013       | Monumental, Buenos Aires       | Argentina | Bandera de Argentina | 0:0 Archivado el 8 de diciembre de 2015 en Wayback Machine.       | Bandera de Colombia  | Colombia  |
| 14      | 11 de junio de 2013      | Olímpico Atahualpa, Quito      | Ecuador   | Bandera de Ecuador   | 1:1 (1:1) Archivado el 8 de diciembre de 2015 en Wayback Machine. | Bandera de Argentina | Argentina |
| 16      | 10 de septiembre de 2013 | Defensores del Chaco, Asunción | Paraguay  | Bandera de Paraguay  | 2:5 (1:2) Archivado el 8 de diciembre de 2015 en Wayback Machine. | Bandera de Argentina | Argentina |
| 17      | 11 de octubre de 2013    | Monumental, Buenos Aires       | Argentina | Bandera de Argentina | 3:1 (2:1) Archivado el 8 de diciembre de 2015 en Wayback Machine. | Bandera de Perú      | Perú      |
| 18      | 15 de octubre de 2013    | Centenario, Montevideo         | Uruguay   | Bandera de Uruguay   | 3:2 (2:2) Archivado el 8 de diciembre de 2015 en Wayback Machine. | Bandera de Argentina | Argentina |

## Resultado final
| Argentina                      |
| Clasificado                    |
| Copa Mundial de fútbol de 2014 |
| 16.ta participación            |